# Hochstatt
Hochstatt – miejscowość i gmina we Francji, w regionie Grand Est, w departamencie Górny Ren.
Według danych na rok 1990 gminę zamieszkiwało 1831 osób, 214 os./km².